# Ельгорріага
Ельгорріага (баск. Elgorriaga, ісп. Elgorriaga) — муніципалітет в Іспанії, у складі автономної спільноти Наварра. Населення — 224 особи (2009).
Муніципалітет розташований на відстані близько 350 км на північний схід від Мадрида, 35 км на північ від Памплони.

## Демографія
Динаміка населення (INE ):

## Галерея зображень

Розташування муніципалітету